# Otalżyno (Łebieńska Huta)
Otalżyno – część wsi Łebieńska Huta w Polsce, położona w województwie pomorskim, w powiecie wejherowskim, w gminie Szemud, w pobliżu jeziora Otalżyno. Wchodzi w skład sołectwa Łebieńska Huta.
W latach 1975–1998 Otalżyno administracyjnie należało do województwa gdańskiego.